# Melittia gloriosa
Melittia gloriosa is een vlinder uit de familie wespvlinders (Sesiidae), onderfamilie Sesiinae.
Melittia gloriosa is voor het eerst wetenschappelijk beschreven door Edwards in 1880. De soort komt voor in het Nearctisch gebieden het  Neotropisch gebied.